# 多爾多涅省
多爾多涅省（法語：Dordogne，法語發音：[dɔʁdɔɲ] ⓘ）是法國新阿基坦大區东北部的一个省份，得名于多爾多涅河，編號為24，为法国第二大省，首府佩里格。